# Aha (sztuka ogrodowa)

Aha – na stoku i w terenie płaskim

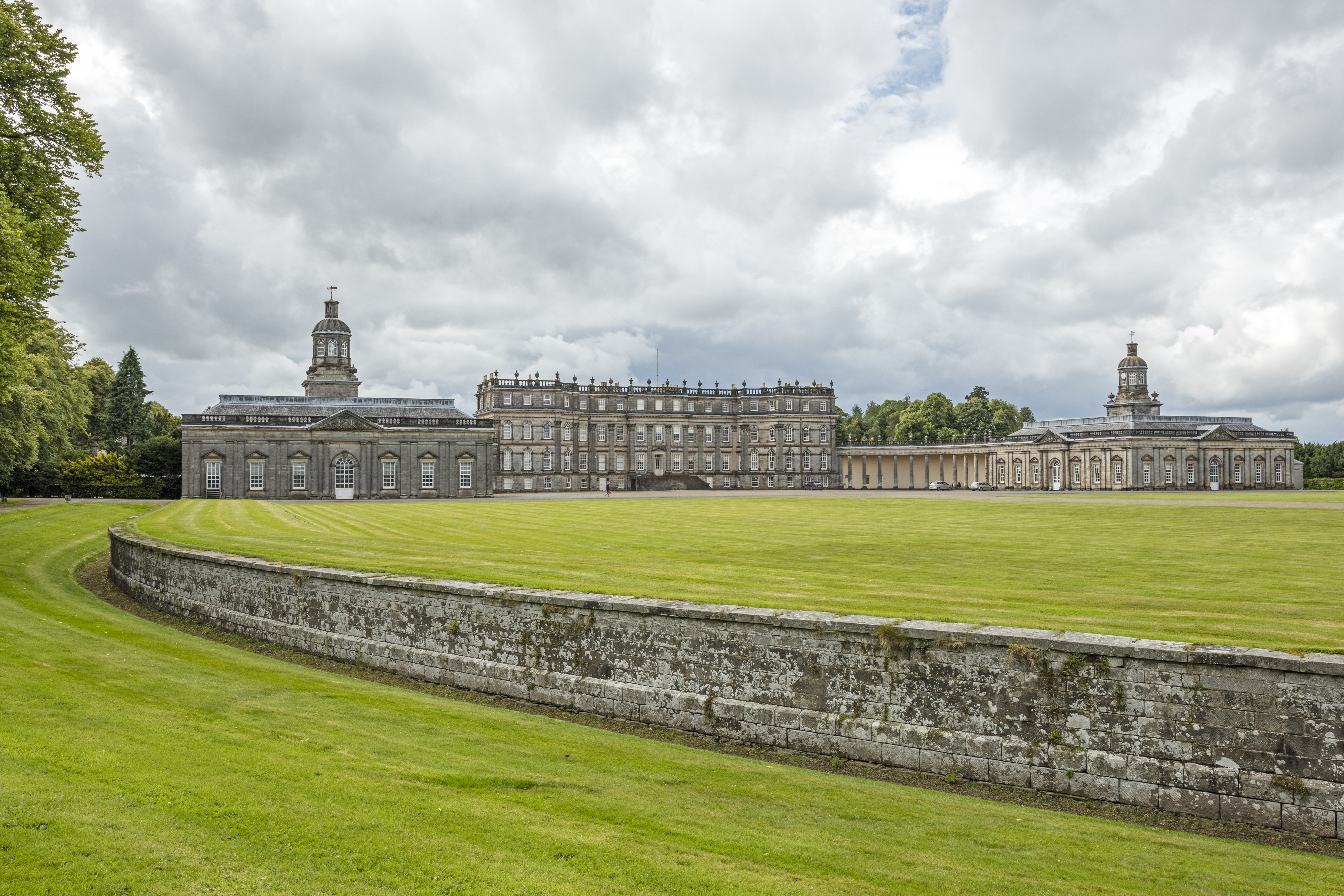
Przykład ahy w Hopetoun House w Szkocji

Aha – ukryta granica ogrodu w formie głębokiego rowu lub uskoku terenu, przeprowadzana zazwyczaj miękką płynną linią.

## Opis
Zadaniem ahy jest utrudnić lub uniemożliwić przekroczenie granic terenu ogrodu, ale tak aby nie zasłaniać widoku. Zastosowanie takiej granicy pozwala na kompozycje optyczne i powiązanie ogrodu z krajobrazem otaczającym.
Rozwiązanie to stosowano już w ogrodach francuskich w XVII wieku. Wynikło, w sposób naturalny, z wykorzystania terenów znajdujących się wokół zamków, ograniczonych stromymi murami obronnymi. Wspomina o tym Jean-Baptiste Alexandre Le Blond, równocześnie podając wyjaśnienie nazwy. Miał to być okrzyk zdziwienia i zawodu, wydawany zazwyczaj przez spacerowicza na widok niespodziewanej przeszkody. Na grunt angielskich ogrodów w Kensington oraz królewskich ogrodów w Richmond ahy wprowadził Charles Bridgeman.